# Hoverbeck (Adelsgeschlecht)

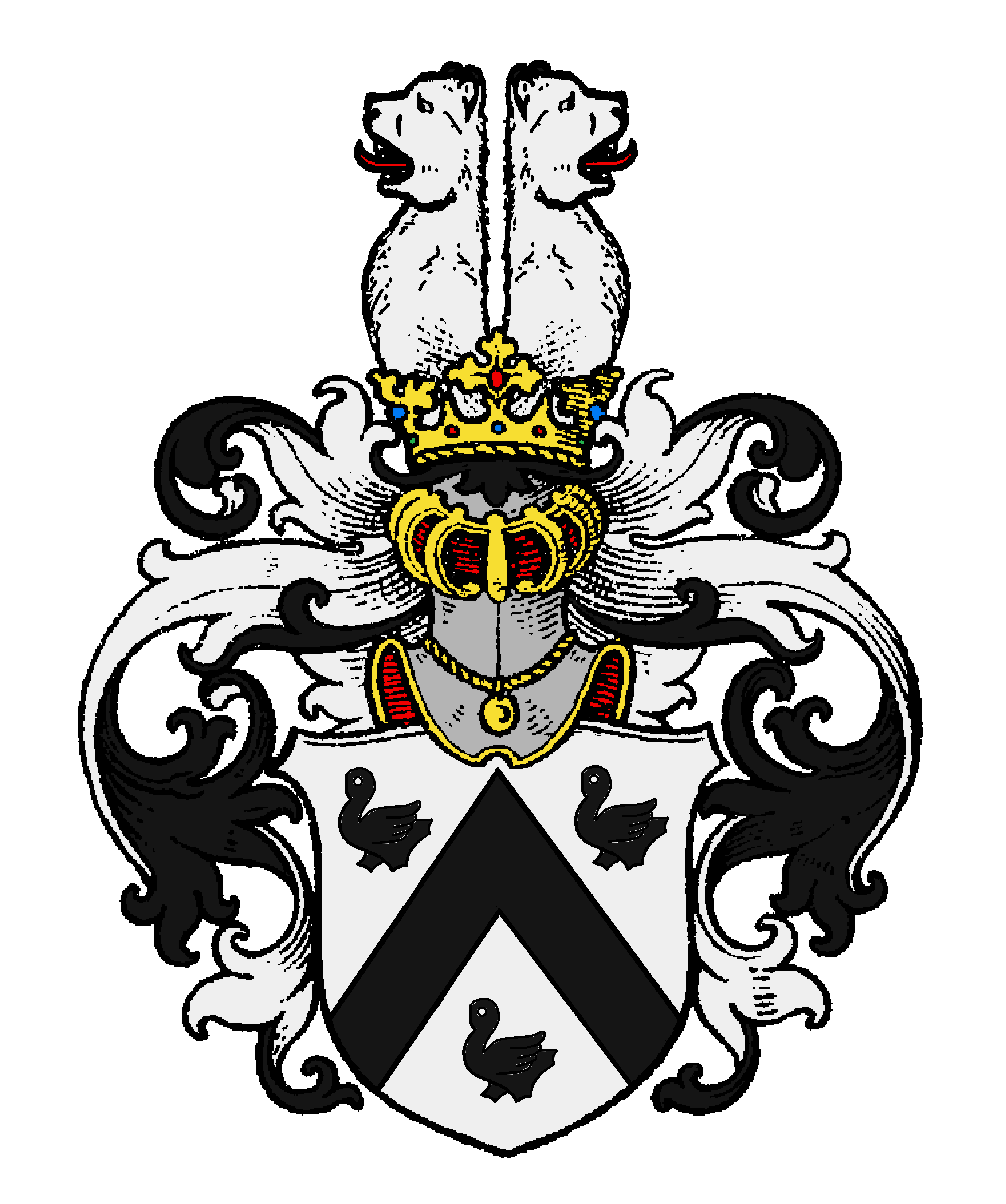
Stammwappen derer von Hoverbeck (d’Overbeke; van Overbeke (van der Walle))

Hoverbeck, auch Freiherrn Hoverbeck genannt von Schoenaich, ist der Name eines ursprünglich aus Brabant stammenden Adelsgeschlechts, das in Preußen zu einigem Ansehen gelangte.

## Geschichte

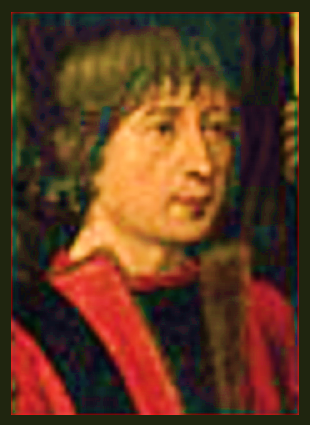
Willem van Overbeke
(urk. 1474–† 1529)

Die Familie entlehnt ihren Namen von dem Ort Overbeke und beginnt ihre Stammreihe mit Seigneur Gautier d’Overbeke (Walter van Overbeke; 1435–1476). Der Sohn des Jean van Overbeke und der Martine van den Steen, Jean van Overbeke, starb 1458 in Termonde. Aus Jeans Ehe mit Elisabeth de Zutter (Suttere) stammte Willem van Overbeke (Guillaume d’Overbeke; † 13. Februar 1529) der 1474 Sekretär des Burgunderherzogs Karls des Kühnen und 1496 von dessen Enkel Philipps des Schönen war. Willem van Overbeke, der auch das Amt des Sekretärs des Großen Rates von Mechelen bekleidete, heiratete am 5. Februar 1478 Johanna de Keysere (Jeanne de Keijsere; † 5. Juli 1517), Tochter des Jean de Keijsere und der Catherine Everaerts. Die Braut war die Enkelin des Jonkheers Josse de Keijser (Joos de Keijser(e); † 13. August 1443; urkundlich 1430 Lehnsmann zu Opwijk) und der Avezoete van Nieuwenhove († vor 1477 in Brüssel) aus einem bereits 1310 in Opwijk bezeugten Geschlecht. Willem van Overbeke († 1529) war nach der Inschrift des Grabmals seines gleichnamigen Enkels auch Gesandter Karls des Kühnen bei König Ferdinand von Aragón. Der Enkel Willem van Overbeke († 1581) bekleidete gleichfalls das Amt des Sekretärs des Großen Rates von Mechelen und war Seigneur von Damme.
Jean van Overbekes gleichnamiger Sohn war procureur au conseil de Flandre. Er erhielt am 12. März 1502 von Jean van den Walle ein Lehen zu Astene bei Peteghem.

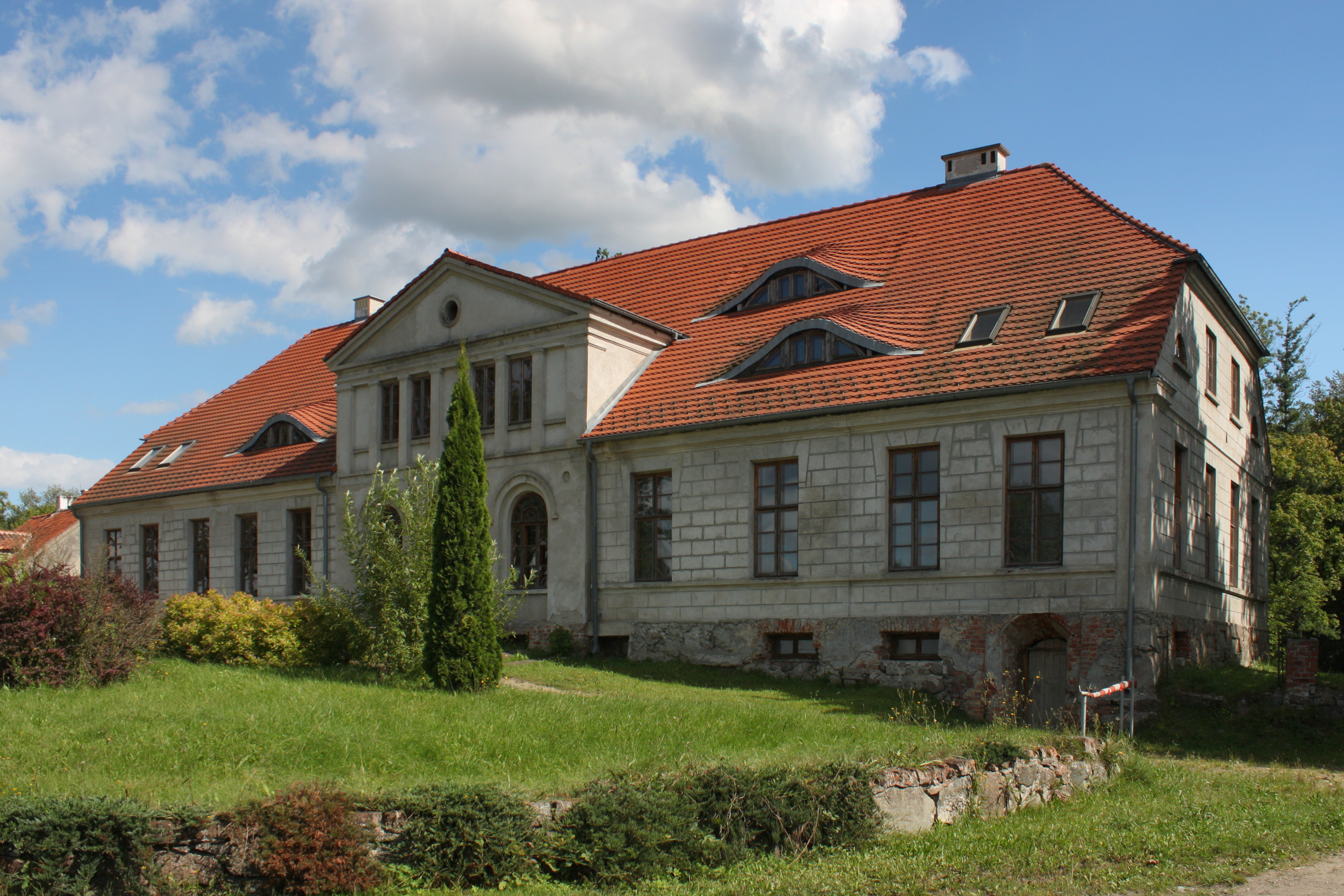
Herrenhaus zu Barranowen (1938–45 war das Dorf Baranowo in Hoverbeck umbenannt)

Johann von Hoverbeck soll 1570 aus Glaubensgründen aus Flandern nach Aleksandrowice bei Krakau eingewandert sein, das ein Zentrum des Protestantismus war. Sein Enkel Johann von Hoverbeck (1606–1682), der nach polnischem Hofdienst seit 1631 in kurbrandenburgischen Diensten stand, erhielt 1640, nachdem er bereits 1639 das preußische Indigenat erhalten hat, als Anerkennung seiner Verdienste das 81 Hufen große Gut Barranowen, im Amt Rhein gelegen, zunächst als Lehen. 1658 erfolgte dann durch Kurfürst Wilhelm von Brandenburg die Überschreibung als Eigentum. 1663 wurde er von Kaiser Leopold I. in den erblichen Reichsfreiherrnstand gehoben, auch war er zuletzt belehnt mit dem Titel des Erbtruchsessen der Kurmark. Sein Sohn Freiherr Johann Dietrich von Hoverbeck (1652–1714) wiederum, nahm als kurbrandenburgischer Diplomat 1677/1778 an den Friedensverhandlungen in Nymwegen teil und späterhin kurbrandenburgischer Gesandter in Dänemark und in Polen, sowie zuletzt Hofrichter in Königsberg.
Die Brüder Freiherr Reinhold Friedrich von Hoverbeck (1720–1770) und Freiherr Christoph Ernst von Hoverbeck (1725–1781) dienten als Generale in der Preußischen Armee.
Durch Adoption ist zu Beginn des 19. Jahrhunderts die freiherrliche Familie von Hoverbeck genannt von Schoenaich entstanden. Für den Neffen und Adoptivsohn der in drei Ehen kinderlos gebliebenen Herrin und letzten Angehörigen des Zweiges ihrer Familie auf Karnitten, Witwe Sophie Charlotte Freifrau Schoultz von Ascheraden geborene von Schoenaich (1725–1807), Freiherr Samuel Johann Dietrich Freiherr von Hoverbeck genannt von Schoenaich (1762–1809), Landschaftsdirektor der Landschaft zu Mohrungen, kam es 1802 in Berlin zur königlich preußischen Namen- und Wappenvereinigung. Sein Sohn Freiherr Eduard von Hoverbeck-Schönaich (1799–1856) war 1836 Landschaftsrat und Majoratsherr auf Gut Klein-Tromnau im Regierungsbezirk Marienwerder. Zu des letztgenannten Enkeln gehörten u. a. die Brüder Freiherr Alfred von Schoenaich (1860–1951), welcher 1903–1918 Mitglied des preußischen Abgeordnetenhauses war, Freiherr Andreas von Schoenaich (1863–1918), welcher preußischer Oberst war und seit 1907 militärhistorisch publizierte, sowie Paul von Schoenaich (1866–1954), Generalmajor außer Dienst, war Präsident der Deutschen Friedensgesellschaft.
Freiherr Samuel Johann Dietrich von Hoverbeck genannt von Schoenaich (1762–1809) war Direktor der Landschaft zu Mohrungen und Freiherr Leopold von Hoverbeck (1822–1875), ebenfalls Landschaftsdirektor zu Mohrungen, war 1859–1870 Mitglied des preußischen Abgeordnetenhauses, von 1867 bis 1870 Abgeordneter im Reichstag des Norddeutschen Bundes sowie 1871–1874 Führer der Fortschrittsfraktion im Reichstag.

## Angehörige
- Johann von Hoverbeck (1606–1682), brandenburgischer Diplomat
- Johann Dietrich von Hoverbeck (1652–1714), brandenburgisch-preußischer Diplomat
- Reinhold Friedrich von Hoverbeck (1720–1770), preußischer Generalmajor
- Christoph Ernst von Hoverbeck (1725–1781), preußischer Generalmajor
- Samuel Johann Dietrich von Hoverbeck genannt von Schoenaich (1762–1809), Direktor der Landschaft in Mohrungen
- Leopold von Hoverbeck (1822–1875), preußischer Gutsbesitzer und Politiker
- Alfred von Schoenaich (1860–1951), Mitglied des preußischen Abgeordnetenhauses
- Andreas von Schoenaich (1863–1918), preußischer Oberst und Militärhistoriker
- Paul von Schoenaich (1866–1954), deutscher General und Pazifist

## Wappen

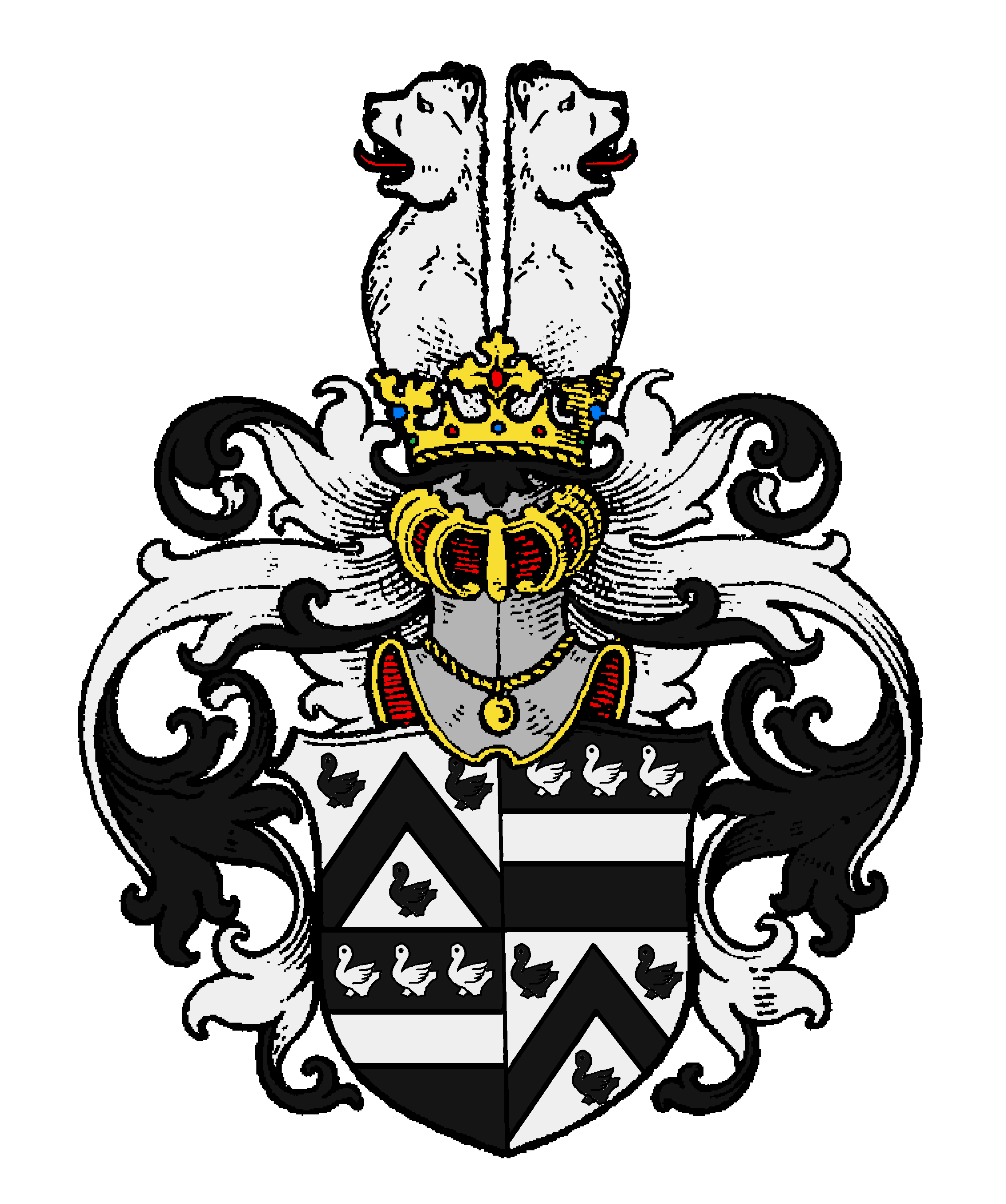
Wappen derer von Hoverbeck (seit um 1520: vereinigt aus Overbeke und de Baenst)

Das Stammwappen der van Overbeke (d’Overbeke, von Hoverbeck) zeigt in Silber einen schwarzen Sparren begleitet von drei (2:1) schwarzen Merletten. Auf dem Helm mit schwarz-silbernen Decken wachsen zwei abgewendete silberne Bären- oder Windhundsrümpfe (zuweilen auch eher als Wolfsrümpfe dargestellt).
Das Wappen der Freiherren von Hoverbeck genannt von Schoenaich zeigt im Diplom des Jahres 1802 einen gespaltenen Schild; die rechte Hälfte ist geviert: in den Feldern 1 und 4 in Silber ein schwarzer Sparren, begleitet von drei (2:1) schwarzen Merletten (Stammwappen); in den Feldern 2 und 3 in Schwarz ein silberner Balken, oben begleitet von drei silbernen Merletten nebeneinander (Wappen de Baenst); in der linken Hälfte ist oben im goldenen Felde der schönaichische Eichenkranz, unten in Rot ein schreitender gekrönter goldener Löwe mit Schwert in der rechten Vorderpranke (aus dem (gemehrten) schoenaichischen Wappen). Der Schild ist von drei Helmen bedeckt; aus der Helmkrone des ersten mit schwarz-silbernen Decken wächst die Stammwappenhelmzier; die Krone des mittleren mit grün-goldenen Decken ist mit dem schönaichschen Eichenkranz bestückt; aus der Krone des dritten Helmes mit rot-goldenen Decken wächst ein gekrümmter, schwarz geschienter Schwertarm.

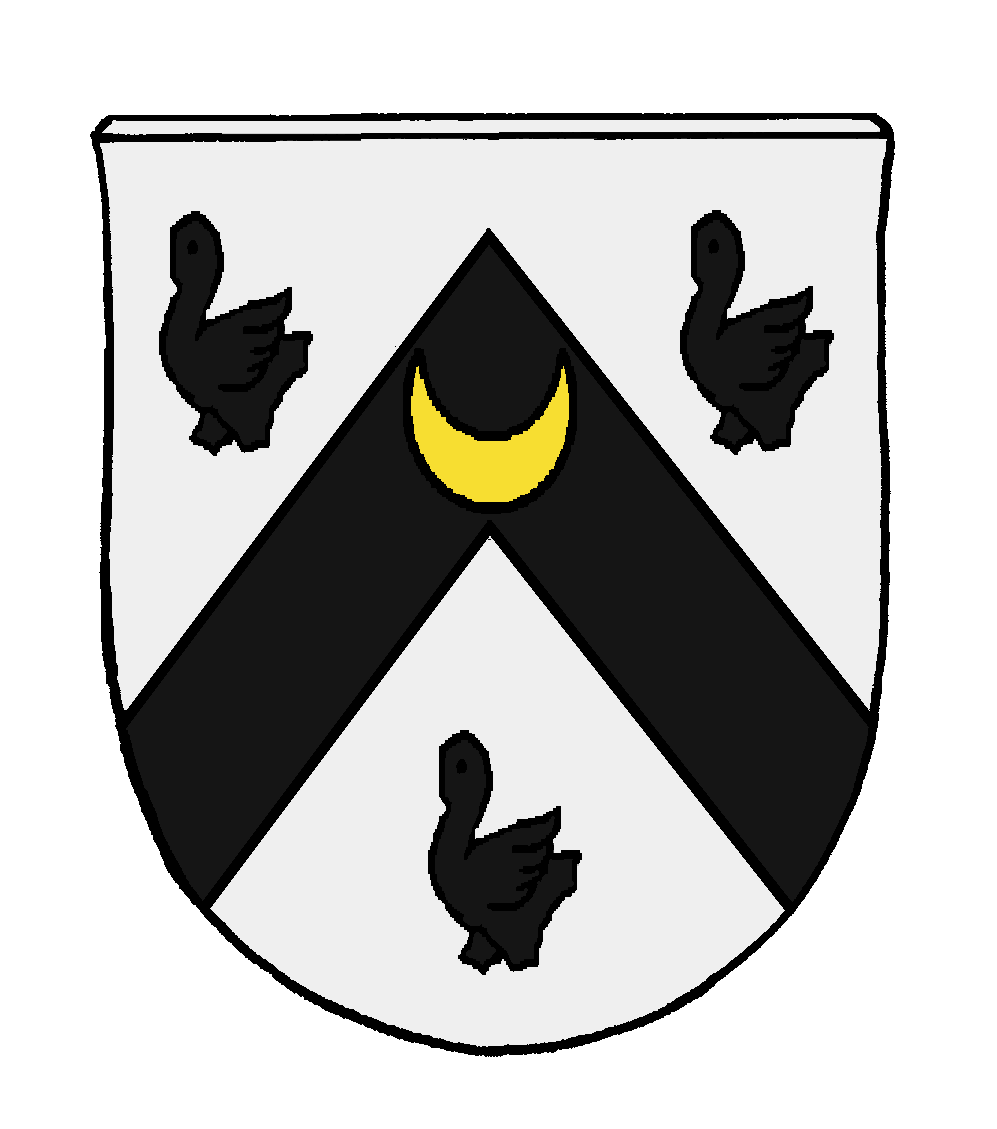
Wappen des Willem van Overbeke (Guillaume d'Overbeke; † 13. Februar 1529), Sekretär des Großen Rates von Mechelen, heiratete am 5. Februar 1478 Johanna de Keysere. Das Beizeichen, der Mond, bezeichnet ihn als zweitgeborenen Sohn
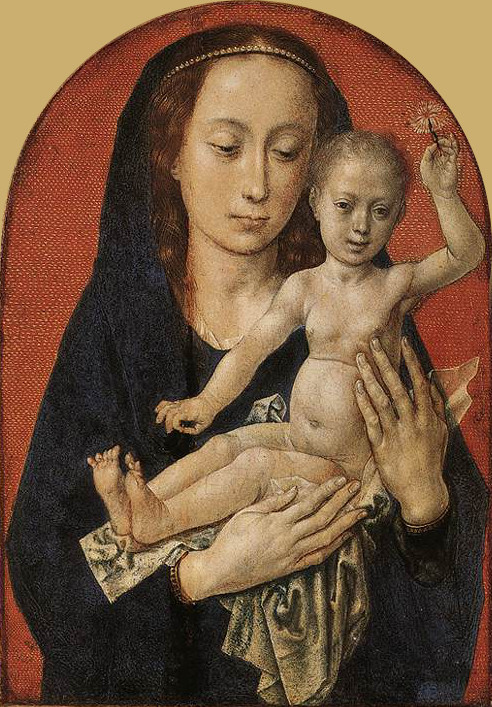
Hugo van der Goes: Madonna mit Kind (um 1479) -in den Zwickeln links und rechts die Wappen des Ehepaares van Overbeke-de Keysere
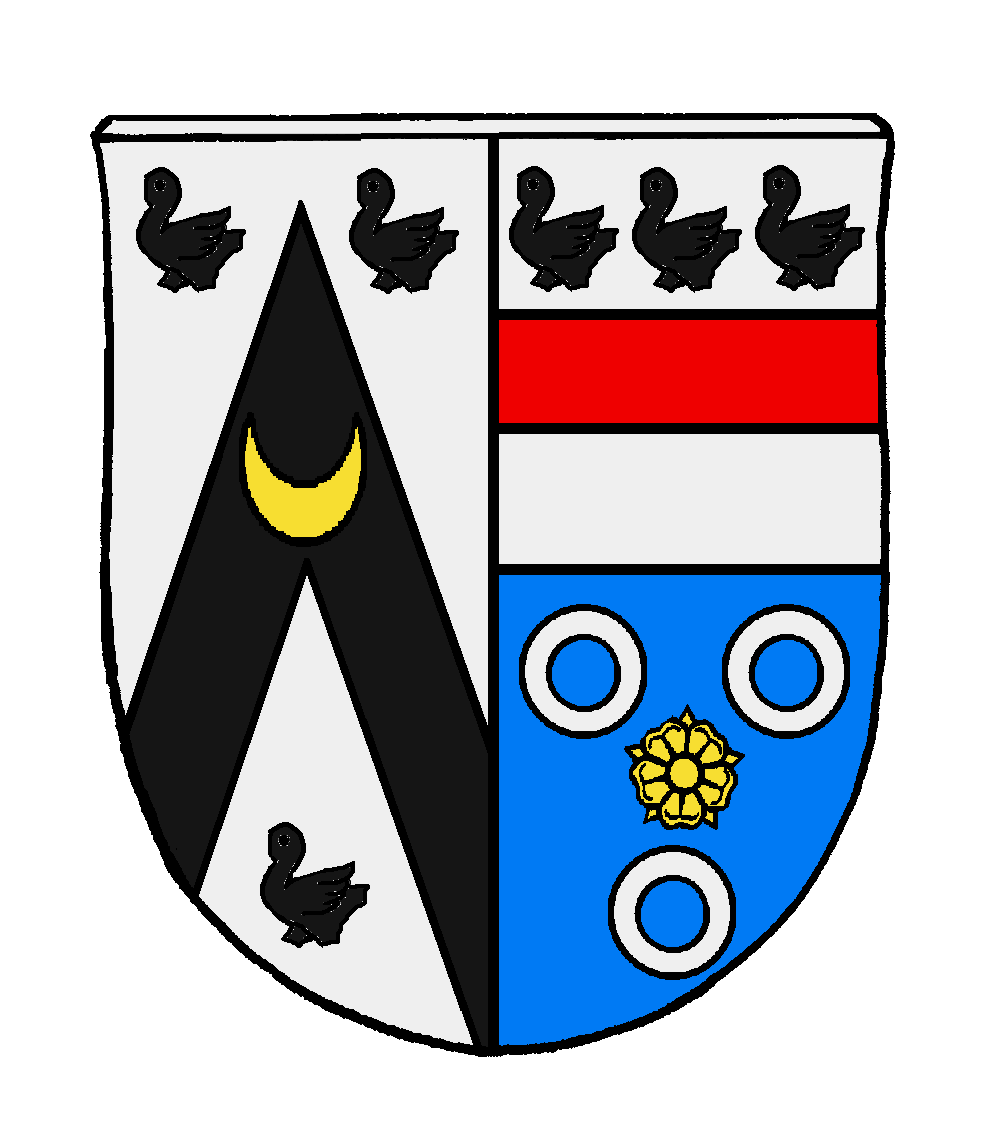
Wappen der Johanna de Keysere (Jeanne de Keijsere: in Blau drei silberne Ringe, dazwischen eine goldene Rose; † 5. Juli 1517; Gattin des Willem van Overbeke; Enkelin und Urenkelin je einer geb. van Nieuwenhove: roter Balken, darüber drei schwarze Merletten)
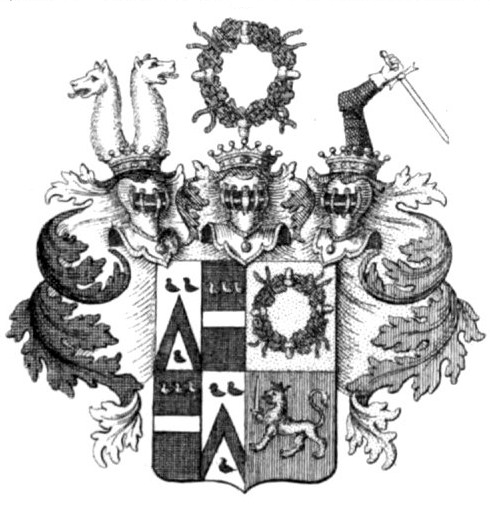
Wappen der Freiherren von Hoverbeck genannt von Schoenaich